# Hermann Nohl
Hermann Julius Nohl, född 7 oktober 1879, död 27 september 1960, var en tysk filosof.
Nohl var från 1920 professor i Göttingen. Han utgav ett flertal estetiskt-filosofiska skrifter som Die Weltanschauung der Malerei (1908), Dichtung und Musik (1915) samt Stil und Weltanschauung (1920). Senare övergick Nohl till pedagogiskt författarskap med verk som Zur deutschen Bildung (1926) och Jugendwohlfart (1927). Tillsammans med L. Pallat utgav Nohl Handbuch der Pädagogik (5 band, 1928-31). Han har även utgett Hegels teologiska ungdomsskrifter.